# Гроттолелла
Гроттолелла (итал. Grottolella) — коммуна в Италии, располагается в регионе Кампания, в провинции Авеллино.
Население составляет 1853 человека, плотность населения составляет 265 чел./км². Занимает площадь 7 км². Почтовый индекс — 83010. Телефонный код — 0825.
Покровителем коммуны почитается святой Эгидий, празднование 1 сентября.